# Bzovská Lehôtka
Bzovská Lehôtka és un poble i municipi d'Eslovàquia que es troba a la regió de Banská Bystrica.

## Història
La primera menció escrita de la vila es remunta al 1524.

## Demografia
| Godina             | 1994 | 2004    | 2014    | 2024   |
| ------------------ | ---- | ------- | ------- | ------ |
| Nombre de persones | 128  | 115     | 136     | 139    |
| Diferència         |      | −10,15% | +18,26% | +2,20% |

| Godina             | 2023 | 2024   |
| ------------------ | ---- | ------ |
| Nombre de persones | 130  | 139    |
| Diferència         |      | +6,92% |